# Seznam vrcholů v Brdské vrchovině

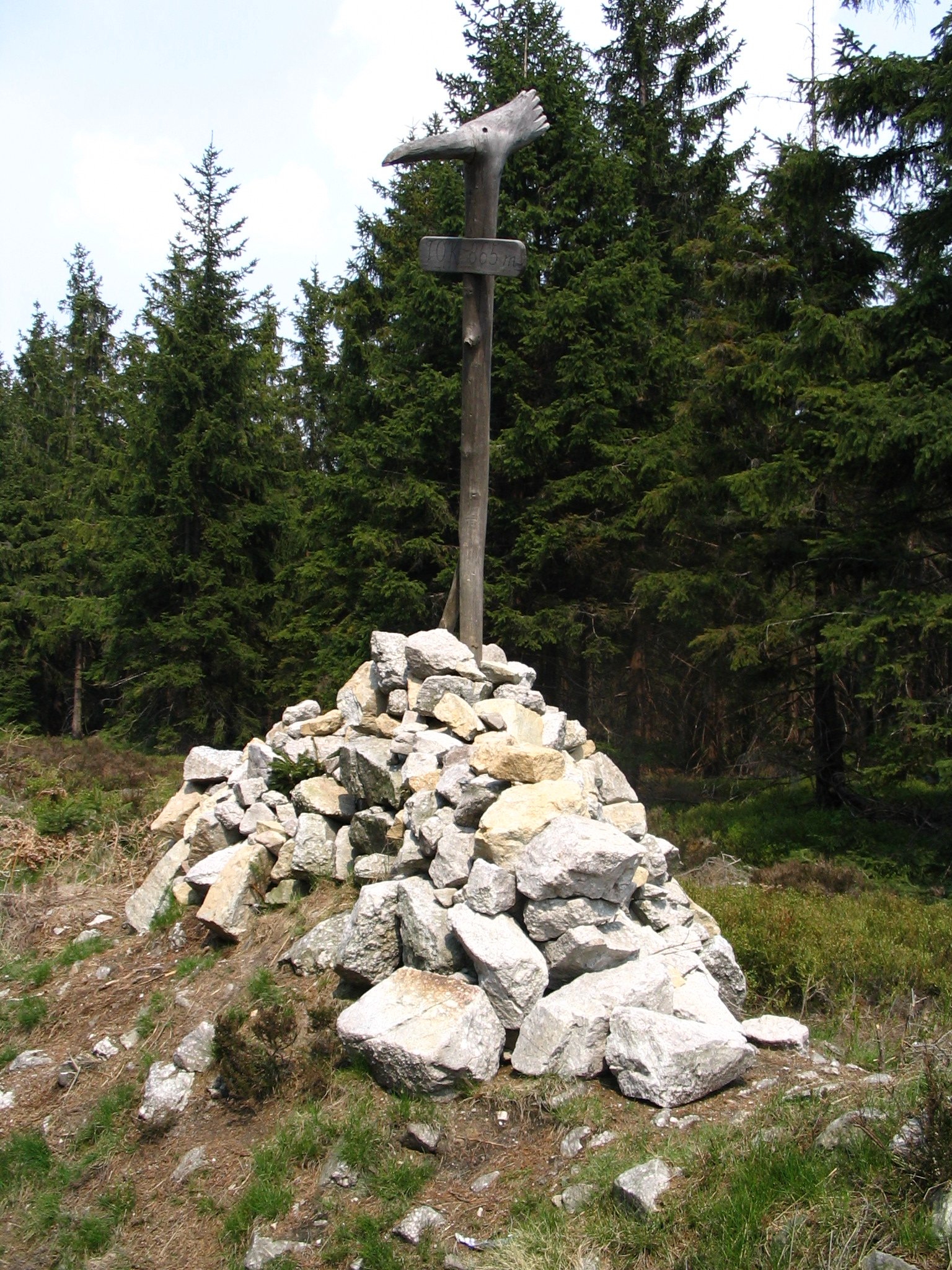
Tok (865 m n. m.)

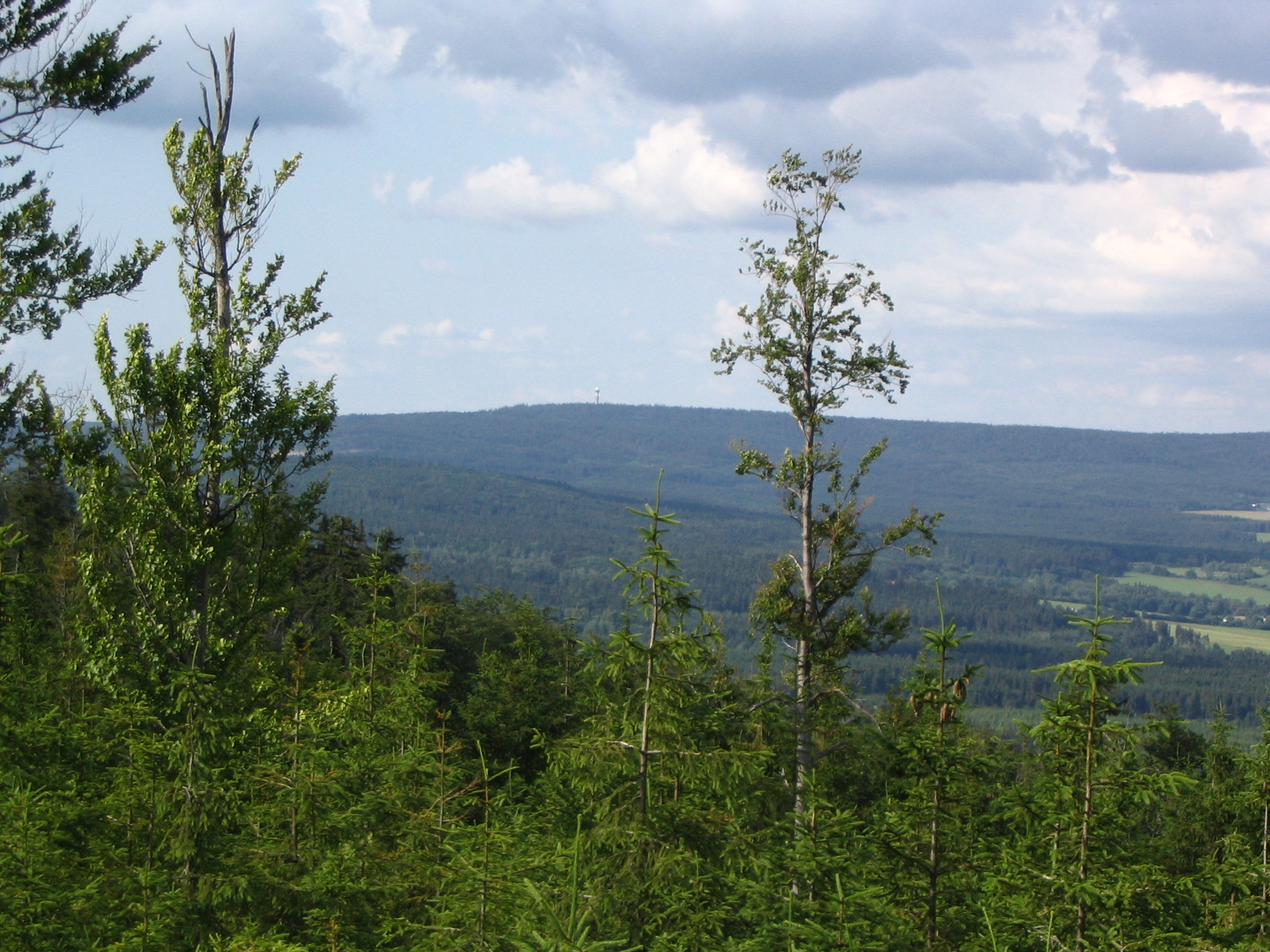
Praha (862 m n. m.)

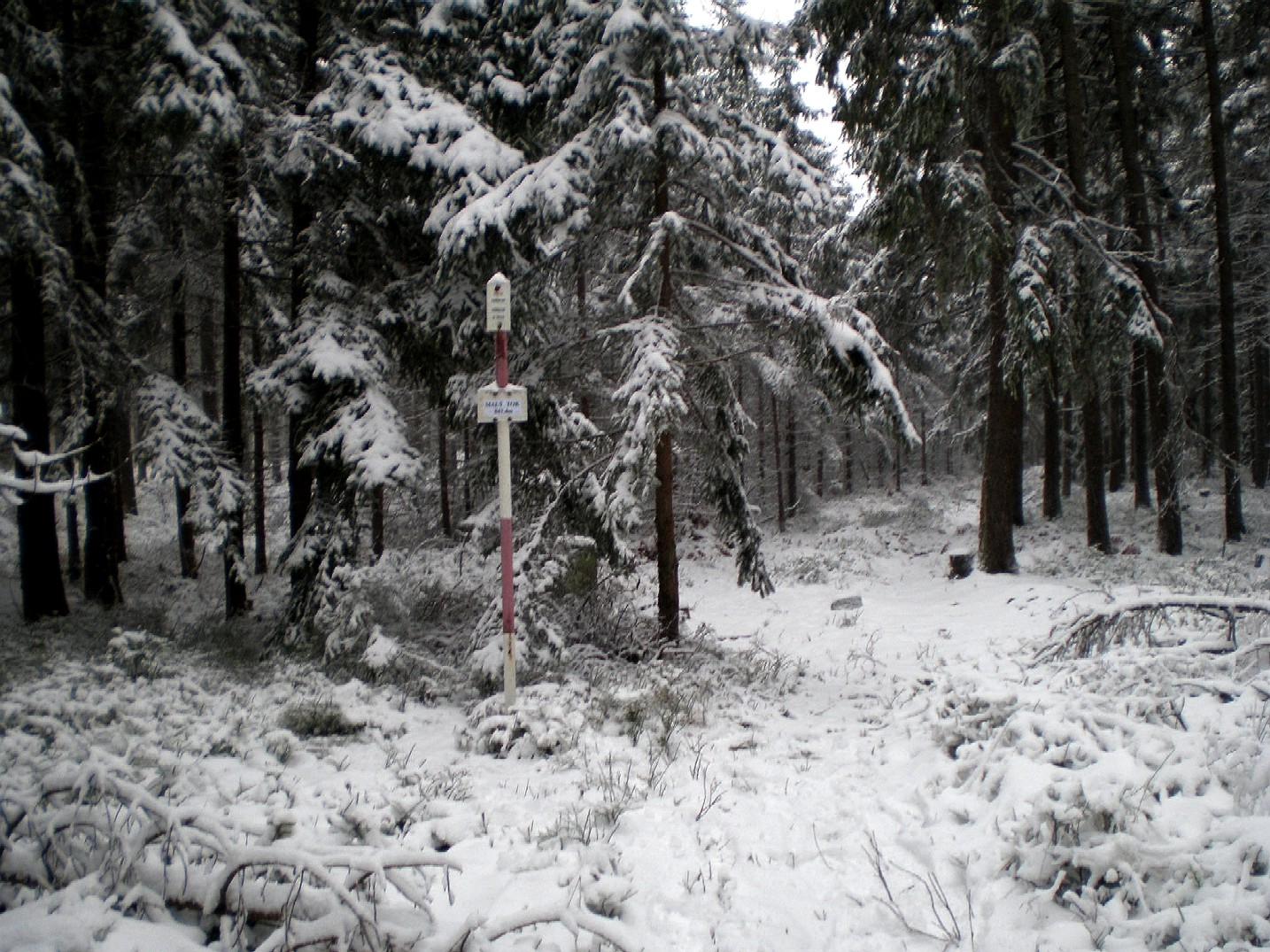
Malý Tok (844 m n. m.)

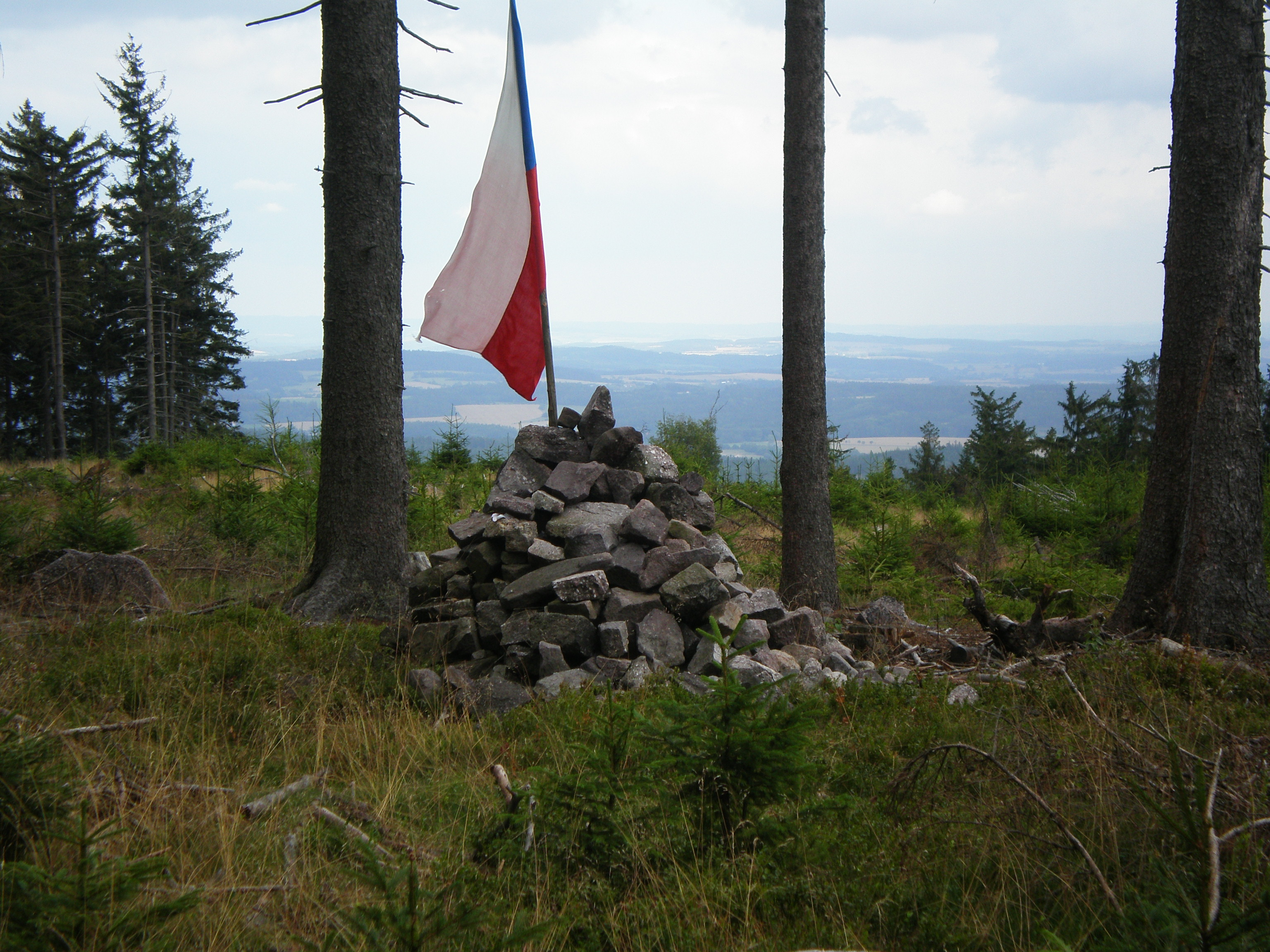
Brdce (840 m n. m.)

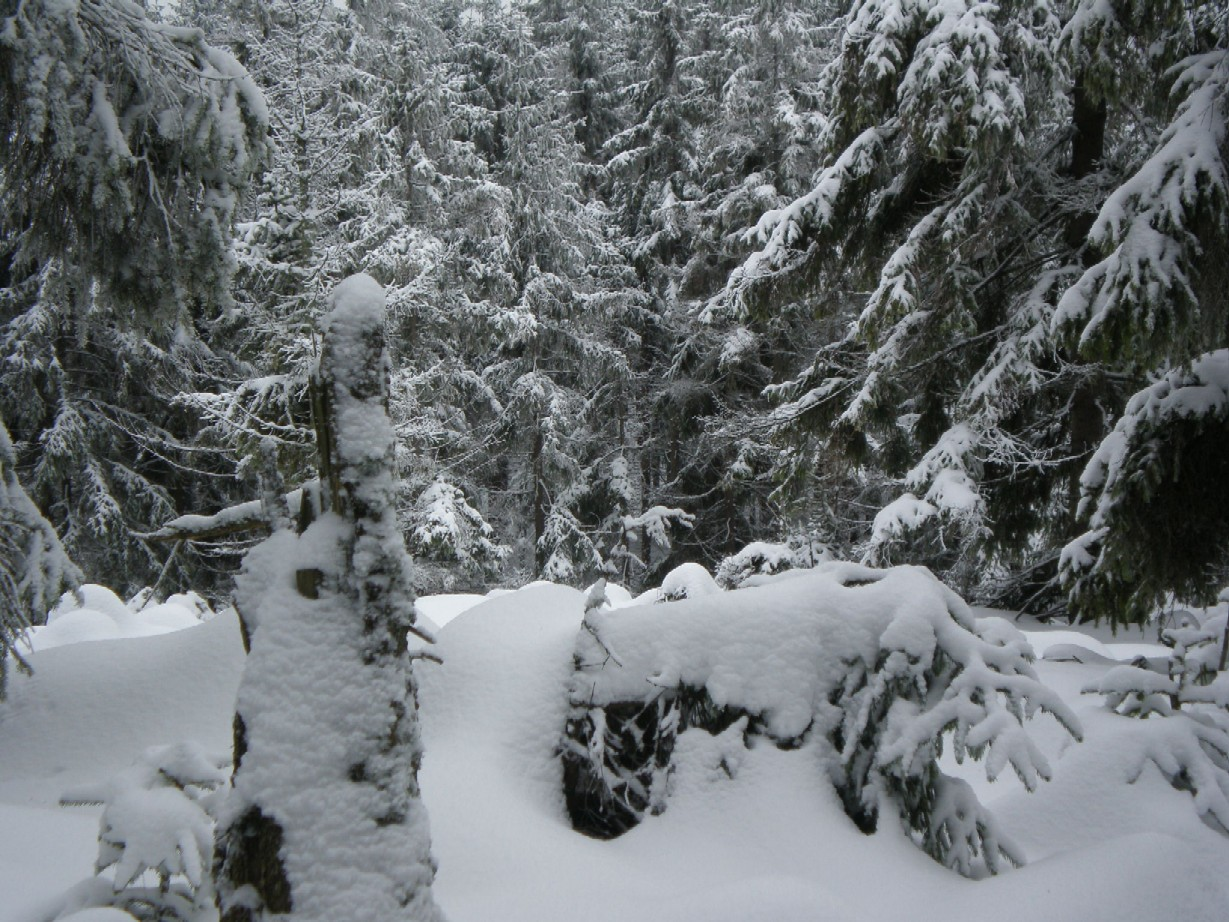
Hradiště (839 m n. m.)

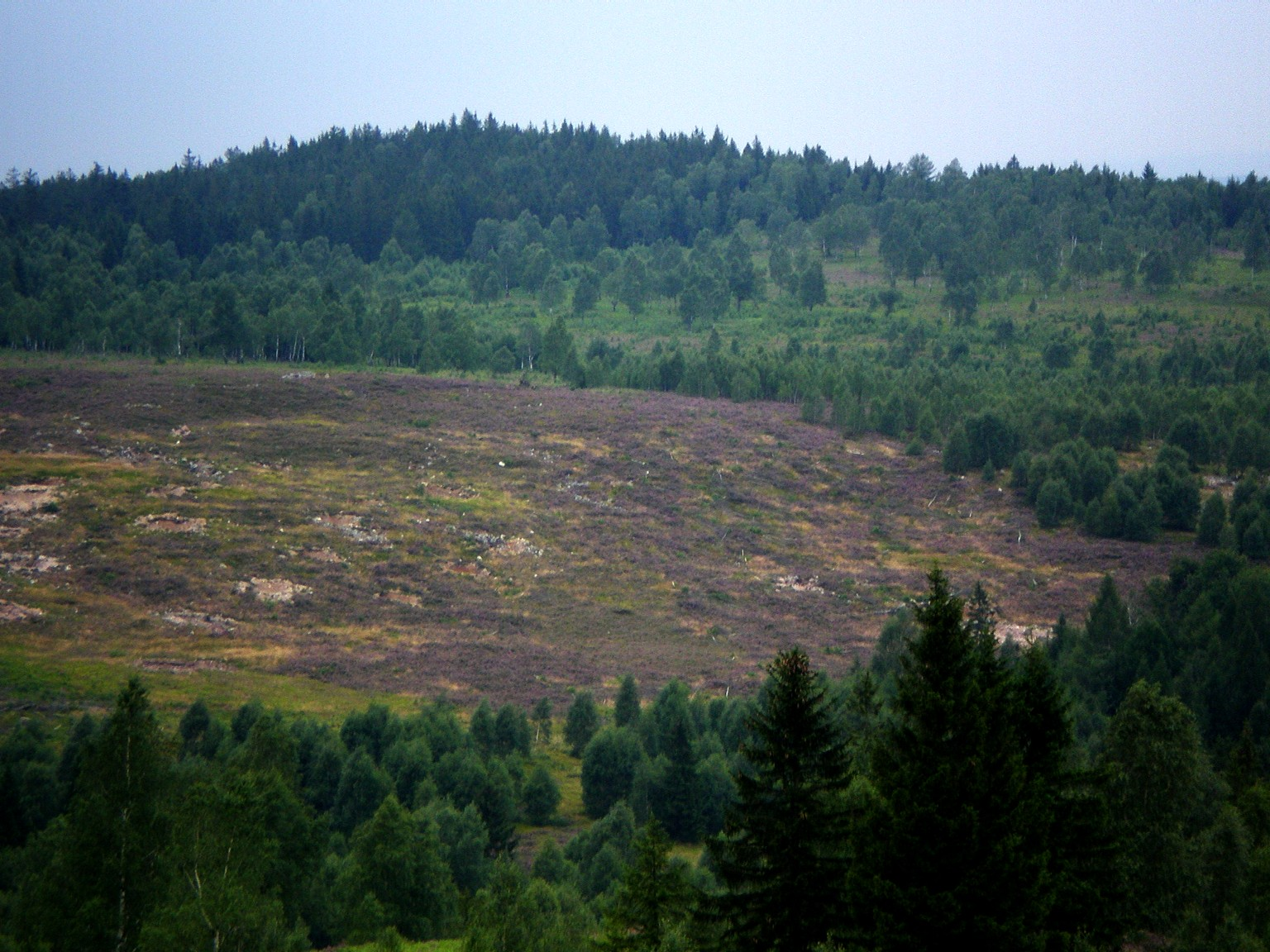
Jordán (826 m n. m.)

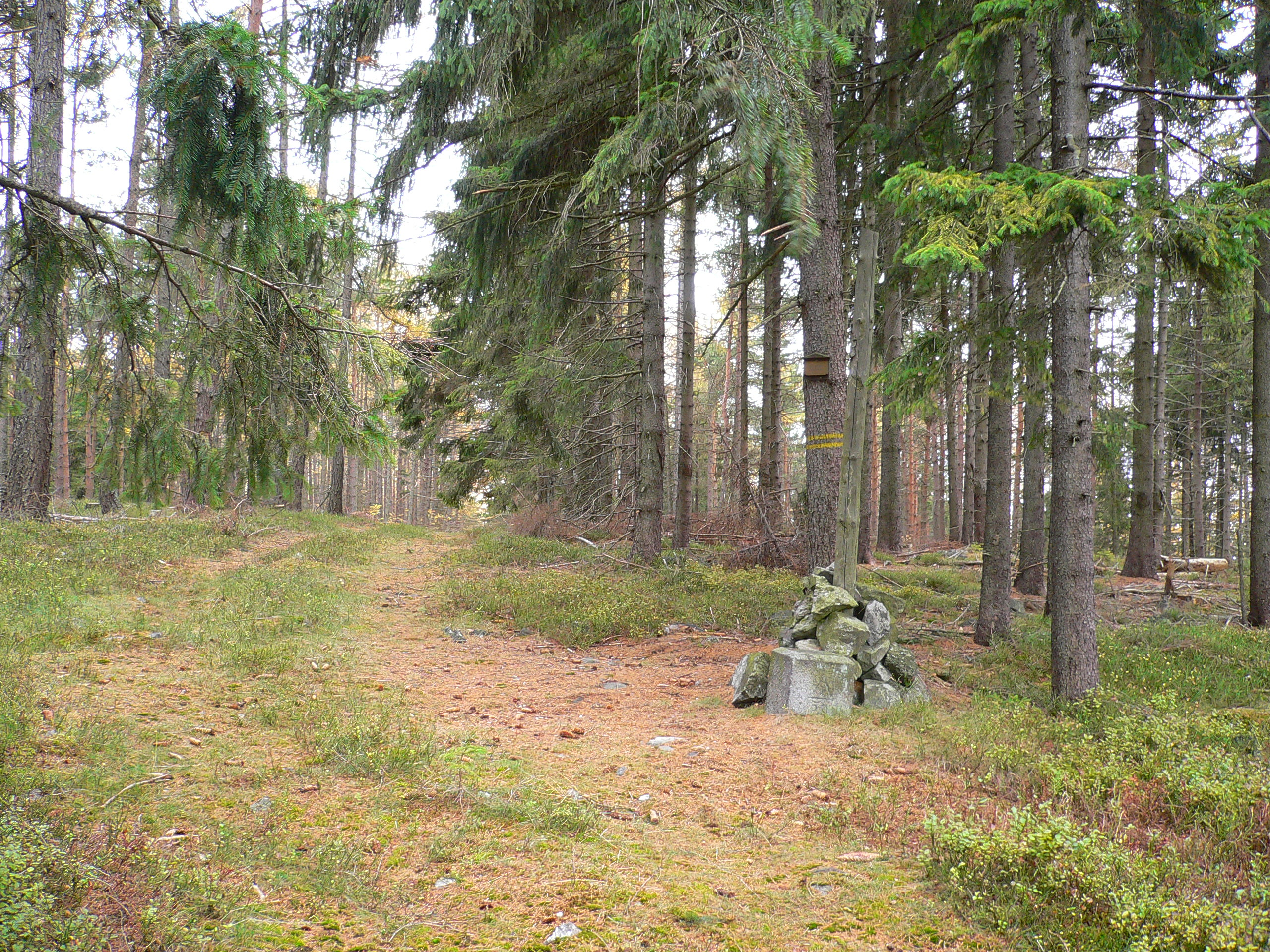
Paterák (814 m n. m.)

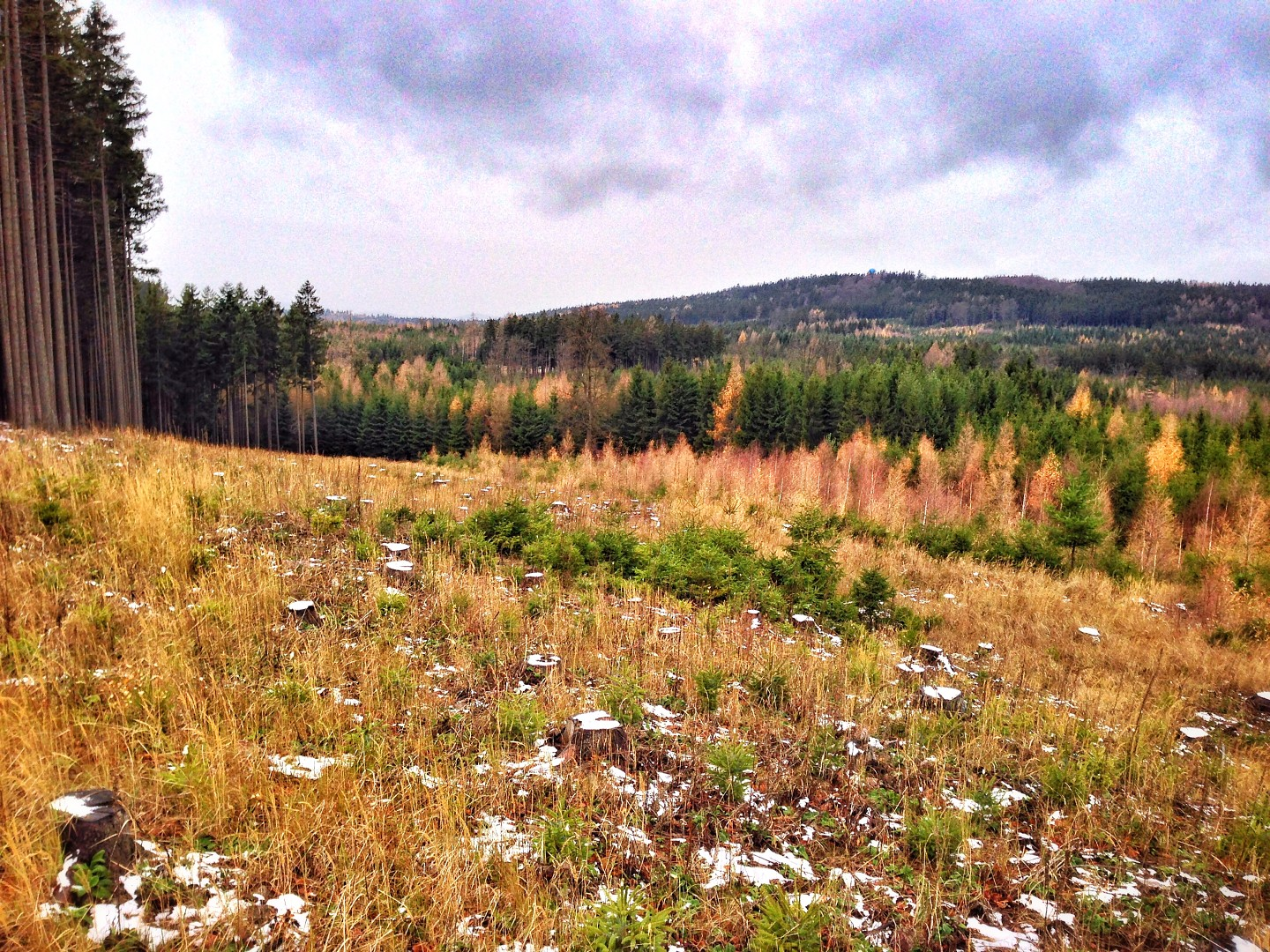
Písek (691 m n. m.)

Seznam vrcholů v Brdské vrchovině zahrnuje pojmenované brdské vrcholy s nadmořskou výškou nad 700 m a dále brdské hory s prominencí (relativní výškou) nad 100 metrů. Seznam vychází z údajů dostupných na stránkách Mapy.cz a z map Zeměměřického úřadu. Jako hranice pohoří byla uvažována hranice stejnojmenného geomorfologického celku.

## Seznam vrcholů podle výšky
Seznam vrcholů podle výšky obsahuje pojmenované brdské vrcholy s nadmořskou výškou nad 700 m n. m., bez rozlišení prominence. Deset nejvyšších hor tvoří tzv. Brdské osmistovky.

| #   | Vrchol           | Výška (m) | Souřadnice                       | Podcelek | Přístup                                                                         |
| --- | ---------------- | --------- | -------------------------------- | -------- | ------------------------------------------------------------------------------- |
| 1.  | Tok              | 865       | 49°42′16″ s. š., 13°52′37″ v. d. | Brdy     | červená turistická značka · zelená turistická značka · naučná turistická značka |
| 2.  | Praha            | 862       | 49°39′29″ s. š., 13°49′08″ v. d. | Brdy     | žlutá turistická značka                                                         |
| 3.  | Malý Tok         | 844       | 49°39′23″ s. š., 13°50′45″ v. d. | Brdy     | neznačeno                                                                       |
| 4.  | Brdce            | 840       | 49°40′27″ s. š., 13°51′48″ v. d. | Brdy     | neznačeno                                                                       |
| 5.  | Hradiště         | 839       | 49°39′53″ s. š., 13°51′05″ v. d. | Brdy     | neznačeno                                                                       |
| 6.  | Koruna           | 837       | 49°41′44″ s. š., 13°50′15″ v. d. | Brdy     | zelená turistická značka                                                        |
| 7.  | Třemšín          | 827       | 49°34′02″ s. š., 13°46′38″ v. d. | Brdy     | žlutá turistická značka                                                         |
| 8.  | Jordán           | 826       | 49°43′03″ s. š., 13°51′11″ v. d. | Brdy     | neznačeno                                                                       |
| 9.  | Paterák          | 814       | 49°40′21″ s. š., 13°48′30″ v. d. | Brdy     | neznačeno                                                                       |
| 10. | Nad Marastkem    | 805       | 49°35′35″ s. š., 13°43′43″ v. d. | Brdy     | červená turistická značka · žlutá turistická značka                             |
| 11. | Křemel           | 790       | 49°34′19″ s. š., 13°46′37″ v. d. | Brdy     | žlutá turistická značka                                                         |
| 12. | Kočka            | 790       | 49°40′54″ s. š., 13°47′14″ v. d. | Brdy     | červená turistická značka                                                       |
| 13. | Plešec           | 790       | 49°38′53″ s. š., 13°51′56″ v. d. | Brdy     | neznačeno                                                                       |
| 14. | Hlava            | 789       | 49°43′21″ s. š., 13°49′43″ v. d. | Brdy     | neznačeno                                                                       |
| 15. | Hřebence         | 788       | 49°34′47″ s. š., 13°46′36″ v. d. | Brdy     | neznačeno                                                                       |
| 16. | Březový vrch     | 785       | 49°40′30″ s. š., 13°49′02″ v. d. | Brdy     | neznačeno                                                                       |
| 17. | Třemošná         | 780       | 49°41′29″ s. š., 13°56′28″ v. d. | Brdy     | modrá turistická značka                                                         |
| 18. | Dlouhý vrch      | 776       | 49°43′38″ s. š., 13°50′41″ v. d. | Brdy     | neznačeno                                                                       |
| 19. | Brda             | 773       | 49°44′14″ s. š., 13°55′02″ v. d. | Brdy     | neznačeno                                                                       |
| 20. | Černá skála      | 762       | 49°44′03″ s. š., 13°54′13″ v. d. | Brdy     | neznačeno                                                                       |
| 21. | Kobylí hlava     | 761       | 49°35′12″ s. š., 13°46′39″ v. d. | Brdy     | žlutá turistická značka                                                         |
| 22. | Štěrbina         | 754       | 49°34′38″ s. š., 13°50′23″ v. d. | Brdy     | neznačeno                                                                       |
| 23. | Nahořov          | 750       | 49°33′45″ s. š., 13°46′01″ v. d. | Brdy     | neznačeno                                                                       |
| 24. | Ohrádka          | 748       | 49°41′09″ s. š., 13°55′52″ v. d. | Brdy     | zelená turistická značka                                                        |
| 25. | Na skálách       | 747       | 49°36′19″ s. š., 13°46′34″ v. d. | Brdy     | neznačeno                                                                       |
| 26. | Kamenná          | 736       | 49°41′55″ s. š., 13°45′57″ v. d. | Brdy     | neznačeno                                                                       |
| 27. | Malá Ohrádka     | 735       | 49°40′55″ s. š., 13°55′18″ v. d. | Brdy     | neznačeno                                                                       |
| 28. | Jahodová hora    | 731       | 49°37′42″ s. š., 13°47′52″ v. d. | Brdy     | zelená turistická značka                                                        |
| 29. | Horní vrch       | 727       | 49°39′00″ s. š., 13°52′59″ v. d. | Brdy     | neznačeno                                                                       |
| 30. | Palcíř           | 725       | 49°40′07″ s. š., 13°44′28″ v. d. | Brdy     | neznačeno                                                                       |
| 31. | Bílá skála       | 722       | 49°39′29″ s. š., 13°52′38″ v. d. | Brdy     | neznačeno                                                                       |
| 32. | Hradecký hřeben  | 722       | 49°34′12″ s. š., 13°51′00″ v. d. | Brdy     | neznačeno                                                                       |
| 33. | Zavírka          | 722       | 49°40′22″ s. š., 13°54′16″ v. d. | Brdy     | neznačeno                                                                       |
| 34. | Hřeben           | 720       | 49°45′50″ s. š., 13°55′35″ v. d. | Brdy     | neznačeno                                                                       |
| 35. | Pec              | 719       | 49°45′44″ s. š., 13°55′04″ v. d. | Brdy     | neznačeno                                                                       |
| 36. | Vrchy            | 718       | 49°42′39″ s. š., 13°48′27″ v. d. | Brdy     | neznačeno                                                                       |
| 37. | Vrchy            | 713       | 49°32′50″ s. š., 13°45′38″ v. d. | Brdy     | neznačeno                                                                       |
| 38. | Jilmý            | 712       | 49°33′48″ s. š., 13°47′51″ v. d. | Brdy     | neznačeno                                                                       |
| 39. | Sádka            | 710       | 49°44′40″ s. š., 13°57′07″ v. d. | Brdy     | neznačeno                                                                       |
| 40. | Okrouhlík        | 708       | 49°38′49″ s. š., 13°43′56″ v. d. | Brdy     | neznačeno                                                                       |
| 41. | Trokavecká skála | 707       | 49°38′33″ s. š., 13°42′58″ v. d. | Brdy     | neznačeno                                                                       |
| 42. | Čihadlo          | 705       | 49°39′00″ s. š., 13°53′26″ v. d. | Brdy     | neznačeno                                                                       |
| 43. | Klobouček        | 705       | 49°42′16″ s. š., 13°54′56″ v. d. | Brdy     | zelená turistická značka · naučná turistická značka                             |
| 44. | Malá Třemošná    | 703       | 49°41′52″ s. š., 13°56′54″ v. d. | Brdy     | naučná turistická značka                                                        |
| 45. | Na Skláři        | 703       | 49°37′10″ s. š., 13°46′40″ v. d. | Brdy     | neznačeno                                                                       |

Poznámky: Nejvyšší hora podcelku Hřebeny je Studený vrch, vysoký 661 m. Bohutínský vrch uvedený na Mapy.cz není horou, ale pouze předvrcholem Toku. Totéž platí i pro Houpák – je to pouze spočinek a předvrchol Toku.

## Seznam vrcholů podle prominence
Seznam vrcholů podle prominence obsahuje všech 9 brdských hor s prominencí (relativní výškou) nad 100 metrů.
| #  | Vrchol        | Výška (m) | Prom. (m) | Souřadnice                       | Podcelek | Přístup                                                                         |
| -- | ------------- | --------- | --------- | -------------------------------- | -------- | ------------------------------------------------------------------------------- |
| 1. | Tok           | 865       | 324       | 49°42′16″ s. š., 13°52′37″ v. d. | Brdy     | červená turistická značka · zelená turistická značka · naučná turistická značka |
| 2. | Písek         | 691       | 198       | 49°47′05″ s. š., 14°02′09″ v. d. | Brdy     | neznačeno                                                                       |
| 3. | Plešivec      | 654       | 181       | 49°48′41″ s. š., 13°59′21″ v. d. | Brdy     | neznačeno                                                                       |
| 4. | Třemšín       | 827       | 145       | 49°34′02″ s. š., 13°46′38″ v. d. | Brdy     | žlutá turistická značka                                                         |
| 5. | Žďár          | 630       | 143       | 49°44′17″ s. š., 13°39′29″ v. d. | Brdy     | červená turistická značka · žlutá turistická značka                             |
| 6. | Bambule       | 663       | 138       | 49°45′01″ s. š., 13°44′34″ v. d. | Brdy     | neznačeno                                                                       |
| 7. | Jivina        | 620       | 117       | 49°47′16″ s. š., 13°49′39″ v. d. | Brdy     | žlutá turistická značka                                                         |
| 8. | Ostrý         | 539       | 101       | 49°49′14″ s. š., 13°57′34″ v. d. | Brdy     | neznačeno                                                                       |
| 9. | Nad Marastkem | 805       | 100       | 49°35′34″ s. š., 13°43′42″ v. d. | Brdy     | žlutá turistická značka                                                         |

Poznámka: Nejprominentnější horou podcelku Hřebeny je Studený vrch s prominencí 99 m. Tutéž prominenci má i vrch Brda. Prominenci přes 50 m mají i Spálený (83 m), Liška (80 m), Kámen (73 m), Hradiště (65 m), Kazatelna (60 m) a Kopanina (53 m). Ostatní vrcholy mají prominenci výrazně nižší.